# 岩根茂樹
岩根 茂樹（いわね しげき、1953年5月27日 - ）は、日本の経営者。元関西電力社長、元電気事業連合会会長。
森山栄治（元部落解放同盟福井県連合会書記長）との間の金品受領・便宜供与問題で、関西電力社長を引責辞任し、善管注意義務違反により損害を与えたとして、関西電力から総額19億円を超える損害賠償請求訴訟を受けた。
大阪府富田林市在住。

## 人物・経歴
大阪府出身。1972年大阪府立天王寺高等学校卒業、1976年京都大学法学部卒業、関西電力入社。美浜原子力発電所3号機事故後の2005年に原子力保全改革推進室長となり、再発防止策のとりまとめなどで頭角を表し、2007年に執行役員(従業員)企画室長となる。2010年常務取締役、2012年副社長。
2016年、関西電力社長に就任した。2019年6月には電気事業連合会会長に就任したが、金銭受領・便宜提供事件が発覚すると、同年10月に辞任した。その後体調不良と称して表舞台から消え記者会見でも副社長を代役に立てていたが、2020年に第三者委員会から重大な責任があったと追及されるに至ると、関西電力社長職を引責辞任した。

## 金銭受領・便宜供与問題
2019年9月に発覚した高浜原子力発電所がある福井県大飯郡高浜町の森山栄治助役からの八木誠会長、豊松秀己副社長、森中郁雄副社長らの3億2千万円の金銭授受においては金品ではなく「非常に高額な」記念品的なものの受取りをし、小林敬元大阪地方検察庁検事正が委員長を務めた調査委員会の調査を受け、社内処分を受けた事実を認めた。
これを受けて記者会見で菅原一秀経済産業大臣は、「言語道断。ゆゆしき事態だ」と断じた。更田豊志原子力規制委員会委員長は、「まだそんなことがあるのか」「憤りを感じた」とし、関西電力の対応を批判した。
関西電力幹部に流れた金品の拠出元となった建設会社の売上高は無入札による特命発注などによる原発関連工事の受注増により少なくとも6倍増となり、記者会見を行った岩根も、当該建設会社と森山助役が関係していたことを認識していたことを明らかにした。また森山元助役の人権教育の教え子であることも自白した。
また、2016年の社長就任時から関西電力コンプライアンス委員長を兼務していたが、TBSテレビ報道特集では、関西電力のコンプライアンス委員会について、「隠蔽のための作戦会議と化している」とする内部告発文書が紹介された。関西電力が設置した第三者委員会からも森詳介、八木誠らと謀り隠蔽を主導したとして、特に大きな責任があると指弾された。2020年善管注意義務違反があったとして、関西電力から総額19億3600万円の損害賠償請求訴訟が大阪地方裁判所になされた。
2021年11月9日、会社法の収賄や特別背任などで市民団体から刑事告発を受け捜査を行っていた大阪地検特捜部は、岩根ら告発対象の関西電力幹部9人全員を嫌疑不十分で不起訴処分とした。市民団体はこれを不服として大阪第2検察審査会に審査を申し立て、審査会は2022年7月7日付で岩根ら3人について「起訴相当」、ほか6人については「不起訴不当」と議決した。議決を受け特捜部は再捜査を行ったが、12月1日付で9人全員を再び嫌疑不十分で不起訴処分とした。検察審査会は3月30日付で3人について「起訴議決に至らなかった」とする議決を行い、一連の問題の刑事手続きが終了した。

## カルテル事件
関西電力主導でカルテルを締結していた問題で、森本孝元社長、彌園豊一元副社長、川崎幸男関電エネルギーソリューション社長らと、事件を主導していたと指摘され、2023年に月額報酬50％3ヶ月分の自主返納を求められた。